# Ityphilus sensibilis
Ityphilus sensibilis är en mångfotingart som beskrevs av Pereira, Foddai och Minelli 2000. Ityphilus sensibilis ingår i släktet Ityphilus och familjen Ballophilidae. Inga underarter finns listade i Catalogue of Life.